# Байсункар мирза
Байсункар мирза (1477—1499) — девятый правитель из династии тимуридов в Мавераннахре. Годы правления 1495—1497.

## Биография
Байсункар мирза (1477—1499), был вторым сыном Султан Махмуд мирзы, третьего сына тимурида Абу Сеида.
Первоначально отец ему дал в удел Бухару.
В 1495 году, после смерти отца, возглавил государство Тимуридов в Мавераннахре. Годы правления (1495—1497).
Время его царствия было неспокойно. В 1496 году он был вынужден сражаться за сохранение власти с другим тимуридом Султан Али мирзой. Первоначально его поддерживали близкие Шейбани-хану султаны Махди и Хамза, но позже они покинули его.
По сведениям Бабура, Байсункар, хорошо сочинял стихи, пользуясь литературным псевдонимом (тахаллусом) Адили. В Самарканде газели Байсункар мирзы были так распространены, что было мало домов, где бы не было стихов мирзы.
В 1497 году его двоюродный брат тимурид Бабур после семимесячной осады взял Самарканд и Султан Байсункар мирза вынужден был бежать в Гиссар. Здесь его поддержал Хусрау-шах, но затем, после неудачных попыток захвата Самарканда, он перестал ему покровительствовать.

## Смерть
Байсункар мирза погиб 17 августа 1499 года от рук Хусрау-шаха в Гиссаре. После Байсункар мирзы не осталось потомства.